# Lana Longbeard
Lana Longbeard ist eine kanadische Animationsserie, welche erstmals am 20. Dezember 2024 auf CBC und am 28. April 2025 in Deutschland auf Super RTL ausgestrahlt wurde.

## Handlung
Die 12-jährige Lana Longbeard träumt davon, gemeinsam mit ihrem Vater Andar und dessen Crew auf der Donnernden Doria die Zehn Reiche zu erkunden. Endlich alt genug, darf sie sich den Abenteurern anschließen. Während Andar es lieber ruhiger angehen lassen möchte, sind Lana und die Crew – bestehend aus Bo, Greta, Doc Chopov und Helmchen Hugo – bereit für jede Herausforderung. Gemeinsam absolvieren sie eine Quest nach der anderen, um sich gegen andere Explorer durchzusetzen und ganz oben auf die Bestenliste zu klettern.

## Produktion und Veröffentlichung
Die Serie entstand bei Copernicus Studios unter der Regie von Franz Kirchner. Die Hauptautoren waren Terry McGurrin und Alice Prodanou. Für die künstlerische Leitung war Tony Mitchell verantwortlich und für den Ton Chris Van Schaick. Die Musik komponierten Marc Tomasi und Anne-Sophie Versnaeyen. Ab dem 20. Dezember 2024 wurde die Fernsehserie bei CBC erstmals ausgestrahlt. Am 28. April 2025 startete die deutsche Erstausstrahlung der Serie bei Super RTL.

### Synchronisation
| Rolle          | Stimme          |
| -------------- | --------------- |
| Lana Longbeard | Liana Bdewi     |
| Andar          | Cameron MacLeod |
| Bo             | Cody Alexander  |
| Doc Chopov     | Jordan Stanley  |
| Hugo           | Dave McRae      |

### Episodenliste
| Nummer | Deutscher Titel              | Originaler Titel                | Erstausstrahlungsdatum (DE) |
| ------ | ---------------------------- | ------------------------------- | --------------------------- |
| 1      | Eine Quest fürs Leben        | Quest for your Life             | 28. April 2025              |
| 2      | Pflanze des Bösen            | Fruits of Terror                | 28. April 2025              |
| 3      | Verfischt!                   | Oh Fishsticks                   | 29. April 2025              |
| 4      | Strudel der Verdammnis       | Recipe for Disaster             | 29. April 2025              |
| 5      | Er kommt immer zurück        | It Always Comes Back            | 30. April 2025              |
| 6      | Bart des Bösen               | Beard of Evil                   | 30. April 2025              |
| 7      | Der Schrottwicht             | Grifters Adrift                 | 02. Mai 2025                |
| 8      | Zing!                        | The Zingalinger                 | 02. Mai 2025                |
| 9      | Explosiver Sammelwahn        | Flap Shack Attack               | 05. Mai 2025                |
| 10     | Die Galionsfigur des Grauens | Don’t Lose Your Head            | 05. Mai 2025                |
| 11     | Eine Quest für Käpt’n Andar  | Four Wrongs Make a Right        | 06. Mai 2025                |
| 12     | Der Wunschzwirbler           | The Sea-Grass is Always Greener | 06. Mai 2025                |
| 13     | Nebel des Misstrauens        | Can of Worm                     | 07. Mai 2025                |
| 14     | Die Legende des Andar        | The Legend of Andar             | 07. Mai 2025                |
| 15     | Tango mit Durango            | It Takes Two to Durango Tango   | 08. Mai 2025                |
| 16     | Beiboot in Not               | Don’t Rock the Dinghy           | 08. Mai 2025                |
| 17     | Sprog und der Purpurmond     | Battle of the Blargs            | 09. Mai 2025                |
| 18     | Nana Liebevoll               | Wrinkle in Crime                | 09. Mai 2025                |
| 19     | Smash Bash!                  | Bash From The Past              | 12. Mai 2025                |
| 20     | Andar, der coole Dad         | Father Knows Quest              | 12. Mai 2025                |
| 21     | Pink                         | Dressed to Quest                | 13. Mai 2025                |
| 22     | Die legendäre Schaufel       | Going Bozork                    | 13. Mai 2025                |
| 23     | Fünf Sterne                  | Five Star Fury                  | 14. Mai 2025                |
| 24     | Verhängnisvolles Orakel      | Prophecy of Doom                | 14. Mai 2025                |
| 25     | Fang den Fliegefisch         | Catch That Flying Fish          | 15. Mai 2025                |
| 26     | Käpt’n Undercover            | Undercover Captain              | 15. Mai 2025                |